# 명사항
명사항은 경상남도 거제시 남부면 저구리에 있는 어항이다. 2003년 2월 3일 어촌정주어항으로 지정하여 관리하고 있다. 시설관리자는 거제시장이다.

## 어항 연혁
- 본래 명사동(明沙洞) 또는 밀개라 하였는데 저구만(猪仇灣)의 남쪽 망산(望山)이 막아 바다가 잔잔하고 얕아 갯벌이 넓은 백사장(白沙場)이라 거제의 명사십리(明沙十里)라 부르며 해수욕장(海水浴場)을 개장하고 있다.

## 어항 구역
- 수역: 117,000m2(거제시 남부면 저구리 248-14번지 수역)
- 육역: 11,000m2

## 어항 시설
- 물양장, 방파제

## 주요 어종
- 미역, 감성돔, 열기 등